# Minion (warenhuis)

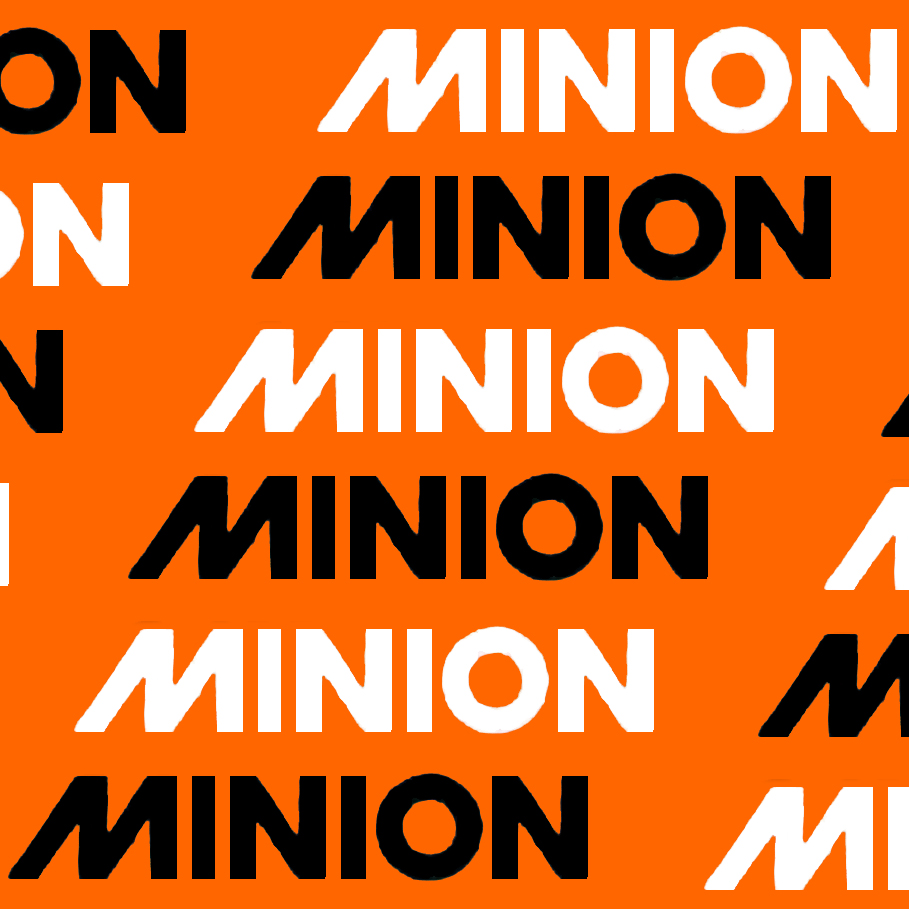
Het logo in zijn laatste versie, rond 1977–1998

Minion (Eigen schrijfwijze: ΜΙΝΙΟΝ) was een warenhuis in Athene tussen Oktovriou Street en Dorous Street, vlak bij het Omonia-plein. Het speelde een dominante rol in de detailhandel in Athene en werd decennialang ook gezien als een indicator van consumentengedrag in Griekenland.

## Geschiedenis
Het warenhuis vindt zijn oorsprong in een paviljoen dat in 1934 werd geopend en fungeerde als winkel. Het bedrijf brak door toen de eigenaar op het idee kwam om consumptiegoederen uitsluitend in bulkverpakkingen te verkopen, maar tegen een veel lagere prijs dan de concurrentie. Gloeilampen werden alleen verkocht in verpakkingen van tien. Er werden ook vaste prijzen geïntroduceerd. Al snel kopieerde de concurrentie het bedrijfsmodel en bood zelf bulkverpakkingen aan. In 1944 werd het volledige kapitaal geïnvesteerd in de bouw van een nieuw warenhuis. Al in de jaren 1950 waren er ruim 1.000 mensen werkzaam.
Tijdens de studentenopstand in 1973 zochten enkele demonstranten hun toevlucht in het gebouw. Het management deelde onmiddellijk warenhuiskielen uit om de demonstranten tegen arrestatie te beschermen. Eind jaren 1970 was het hele blok eigendom van de Minion.
Op 19 december 1980 brak er brand uit in het gebouw, waarbij grote schade werd aangericht. Het gebouw werd vervolgens gerenoveerd en heropend. In 1983 werd het bedrijf genationaliseerd nadat grote hoeveelheden uitstaande schulden bij staatsbanken waren ontstaan, waarvan een deel het gevolg was van de omvangrijke herstructureringen. In 1991 kocht de voormalige eigenaar Ioannis Georgakas het bedrijf terug en introduceerde het shop-in-shop concept. Nadat zijn gezondheid achteruitging, trok hij zich terug uit het leiderschap. Tot de sluiting in 1998 was het niet langer mogelijk om het bedrijf winstgevend te runnen.
Het gebouw heeft 6 verdiepingen, waarvan de 6e verdiepingwerd alleen seizoensgebonden gebruikt als kerstmarkt. Er was een supermarkt in de kelder en op de 5e een restaurant. Soms werden ook speciaalzaken in aangrenzende winkels geopend met onder meer meubels en fietsen.
Vanaf de jaren 1990 openden steeds meer grote speciaalzaken in de buitenwijken, terwijl er tegelijkertijd niet in de inrichting van het warenhuis werd geïnvesteerd. De vorige concurrenten van de Minion waren de warenhuizen van het bedrijf Lampropoulos en de middelgrote filialen van het bedrijf Klaoudatos. Om soortgelijke redenen bestaan ze ook niet meer; Lampropoulos werd later het warenhuis Notos Galleries. Toen duidelijk werd dat de Minion gesloten zou worden, was er geen publiek dat zich inzettevoor het behoud van het bedrijf. Pas na de sluiting kwamen nostalgische gedachten naar boven bij het publiek.
Na de sluiting heeft sportwinkelketen Elmec Sports het warenhuis overgenomen om het na renovatie te heropenen. De renovatie werd geannuleerd nadat de keten was verkocht aan Folli Follie. 